# Oleksandr Krykun
Oleksandr Volodymyrovytj Krykun (ukrainska: Олександр Володимирович Крикун), född den 1 mars 1968 i Leipzig, Östtyskland, är en ukrainsk före detta friidrottare som tävlar i släggkastning.
Krykuns främsta merit är att han blev bronsmedaljör vid Olympiska sommarspelen 1996 efter ett kast på 80,03 meter. Han var även i final vid VM 1995 och 1997 där han slutade tia respektive åtta. 
Han deltog även vid både Olympiska sommarspelen 2000 och 2004 men utan att ta sig vidare till finalen.

## Personligt rekord
- Släggkastning - 81,66 meter